# Musiques de Grand Theft Auto IV
 (mai 2018).
Grand Theft Auto IV, jeu vidéo sorti en 2008, intègre une vaste compilation musicale comprenant de nombreux morceaux, dont certains inédits. À l'instar des opus précédents de la série, la bande sonore du jeu est principalement diffusée via des stations de radio fictives. GTA IV propose un total de 19 stations de radio, chacune offrant différents genres musicaux et émissions de talk-shows, contribuant ainsi à son ambiance immersive et réaliste.
Par ailleurs, le thème principal du jeu, Soviet Connection, composé par Michael Hunter est conçu comme une ouverture d'opéra classique dont les sonorités de cordes frappées évoquent le cymbalum, un instrument à percussions particulièrement populaire en Europe de l'Est, d'où Niko Bellic, protagoniste de ce quatrième opus est justement originaire.
De plus, les stations de radios de GTA IV possèdent la particularité d'être animées par un certain nombre de personnalités provenant d'univers différents, comme par exemple le musicien et producteur français François Kervorkian, le styliste allemand Karl Lagerfeld, le chanteur Iggy Pop ou encore l'actrice et chanteuse Juliette Lewis.

## Stations de radios

### The Beat 102.7
- DJ : DJ Green Lantern, Mister Cee[3]
- Genre : Hip-hop contemporain[4]
- Programmation :
  - Styles P - What's The Problem
  - Uncle Murda - Anybody Can Get It
  - Qadir - Nickname
  - Busta Rhymes - Where is my money
  - Maino - Getaway Driver
  - Red Café - Stick'm
  - Tru Life - Wet 'Em Up
  - Johnny Polygon - Price on Your Head
  - Swizz Beatz - Top Down
  - Nas - War is Necessary
  - Kanye West feat. Dwele - Flashing Lights
  - Joell Ortiz feat. Jadakiss & Saigon - Hip Hop (Remix)
  - Fat Joe feat. Lil Wayne - Crackhouse
  - Prodigy feat. Havoc (Mobb Deep) - Dirty New Yorker
  - Ghostface Killah feat. Kid Capri - We Celebrate
  - Styles P feat. Sheek Louch & Jadakiss - Blow Your Mind (Remix)
  - Papoose - Stylin

### The Classics 104.1
- DJ : DJ Premier
- Genre : Hip-hop old-school[4]
- Programmation :
  - Group Home - Supa Star
  - Brand Nubian - All for one
  - Special Ed - I Got It Made
  - Jeru the Damaja - D. Original
  - Marley Marl feat. Craig G - Droppin' Science
  - MC Lyte - Cha Cha Cha
  - Audio 2 - Top Billin'
  - Stetsasonic - Go Stetsa
  - T. La Rock & Jazzy Jay - It's Yours
  - Gang Starr - Who's Gonna Take the Weight
  - Main Source feat. Nas - Live At The Barbeque

### Electrochoc
- DJ : François Kevorkian
- Genre : Electro, dance, house[4]
- Programmation :
  - Padded Cell - Signal Failure

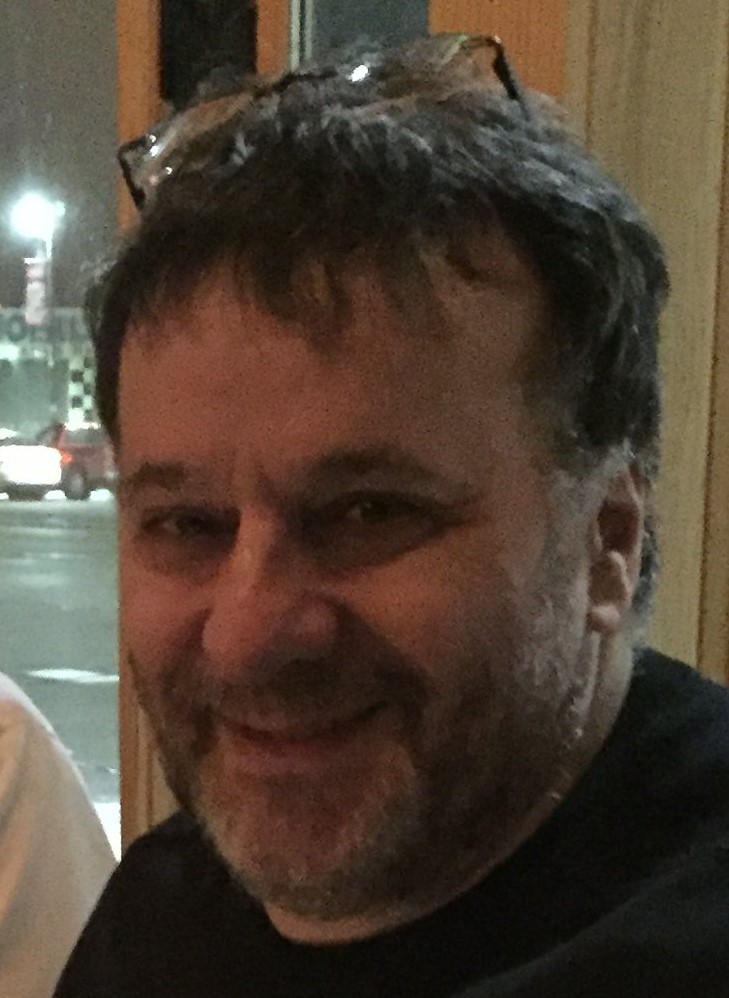
François K., animateur de la station Electrochoc.

  - Black Devil Disco Club - The Devil in Us (Dub)
  - One + One - No Pressure (Deadmau5 Remix)
  - Alex Gopher - Brain Leech (Bugged Mind Remix)
  - K.I.M. - B.T.T.T.R.Y. (Bag Raiders Remix)
  - Simian Mobile Disco - Tits and Acid
  - Nitzer Ebb - Let Your Body Learn
  - Kavinsky - Testarossa (SebastiAn Remix)
  - Chris Lake vs. Deadmau5 - I Thought Inside Out (Original Mix)
  - Boys Noize - & Down
  - Justice - Waters of Nazareth
  - Killing Joke - Turn to Red
  - Playgroup - Make it Happen
  - Liquid Liquid – Optimo
  - Boys 8 Bit - A City Under Siege *
  - Crookers & Nic Sarno - Boxer *
  - Daniel Haaksman & MC Miltinho - Kid Conga *
  - Kelis and Crookers - No Security *
  - Miike Snow - Animal (Crookers Mix) *
  - Major Lazer - Jump up

* : Titres ajoutés dans l'extension The Ballad of Gay Tony

### Fusion FM
- DJ : Roy Ayers
- Genre : Jazz-funk, jazz fusion, soul[4]
- Programmation :
  - David McCallum - The Edge
  - Roy Ayers - Funk in the Hole
  - Gong - Heavy Tune
  - David Axelrod - Holy Thursday
  - Grover Washington, Jr. - Knucklehead
  - Aleksander Maliszewski - Pokusa
  - Ryo Kawasaki - Raisins
  - Marc Moulin - Stomp
  - Billy Cobham - Stratus
  - Tom Scott & The L.A. Express - Sneakin' in The Back

### IF99
IF99, ou International Funk 99, est une radio funk animée par Femi Kuti, fils de Fela Kuti, musicien nigérian.
- DJ : Femi Kuti
- Genre : Funk, afrobeat[4]
- Programmation :
  - Lonnie Liston Smith - A Chance for Peace
  - War - Galaxy
  - The O'Jays - Give The People What They Want
  - Gil Scott-Heron - Home is Where The Hatred Is
  - The Meters - Just Kissed My Baby
  - Mandrill - Livin' It Up
  - Manu Dibango - New Bell
  - Fela Kuti - Sorrow, Tears & Blood
  - Femi Kuti - Truth Don Die
  - Creative Source (en) - Who Is He and What Is He to You
  - Hummingbird - You Can't Hide Love
  - Fela Kuti - Zombie

### Jazz Nation 108.5
- DJ : Roy Haynes
- Genre : Jazz[4]
- Programmation :
  - Art Blakey and The Jazz Messengers - Moanin'
  - Count Basie - April in Paris
  - John Coltrane - Giant Steps
  - Chet Baker - Let's Get Lost
  - Miles Davis - Move
  - Charlie Parker - Night and Day
  - Roy Haynes - Snap Crackle
  - Sonny Rollins - St. Thomas
  - Duke Ellington - Take the ''A'' Train
  - Dizzy Gillespie - Whisper Not (Big Band)

### The Journey
- DJ : Ordinateur
- Genre : Ambient, chill-out[4]
- Programmation :

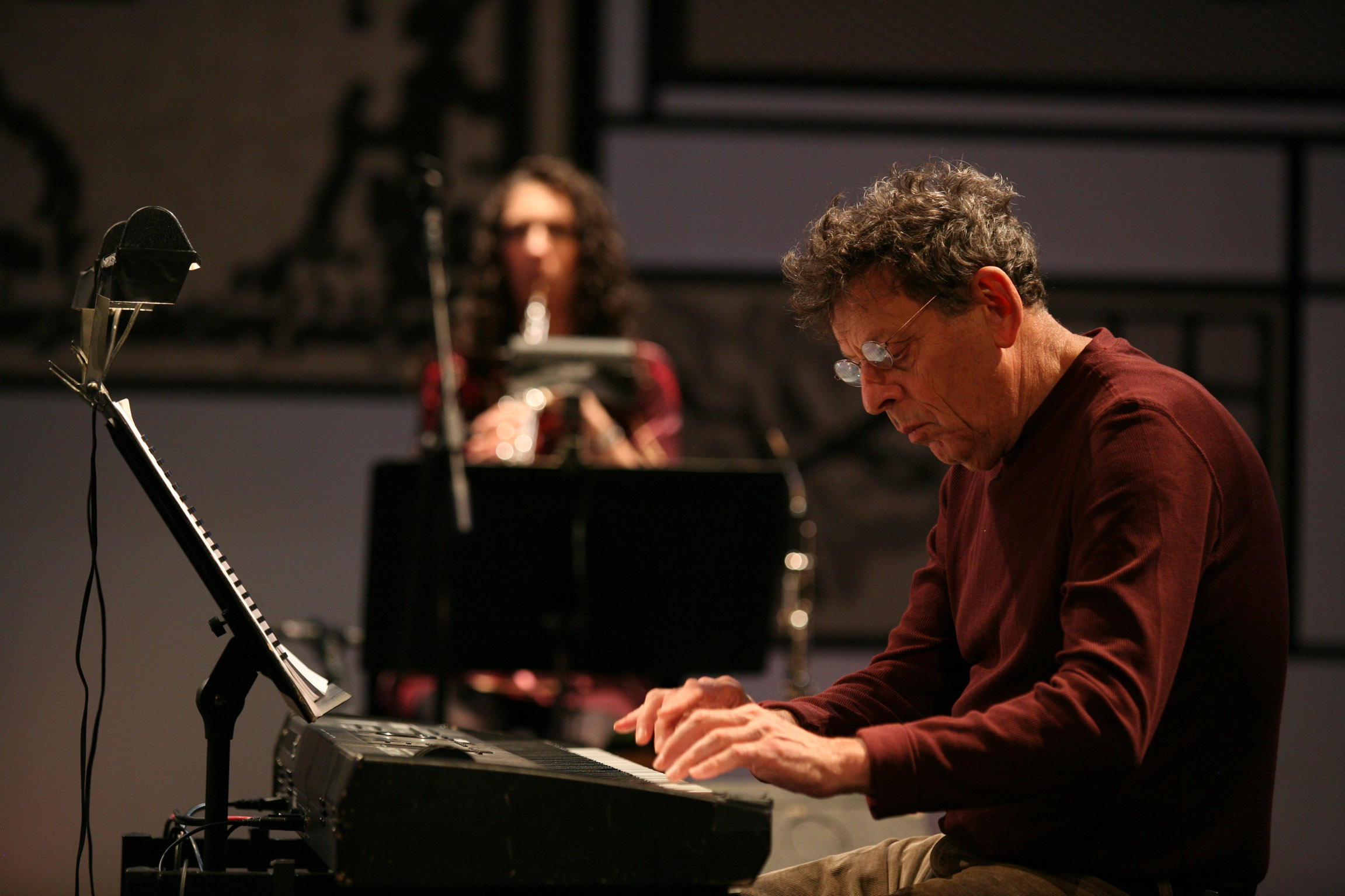
Phillip Glass est le compositeur de Pruit Igoe, qui apparait sur The Journey, mais aussi et surtout dans le premier trailer de GTA IV.

  - Aphex Twin - Selected Ambient Works Vol. 2 CD2 TRK5b
  - Global Communication - 5:23
  - Terry Riley - A Rainbow in Curved Air
  - Steve Roach - Arrival
  - Michael Shrieve - Communique 'Approach Spiral'
  - Jean Michel Jarre - Oxygène, Pt 4
  - Philip Glass - Pruit Igoe
  - Tangerine Dream - Remote Viewing
  - Ray Lynch - The Oh of Pleasure

### K109 The Studio
K109 The Studio est une station de radio disco franco-américaine animée par le styliste et couturier Karl Lagerfeld (surnommé « DJ Karl » dans le jeu),.
- DJ : Karl Lagerfeld
- Genre : Disco[4]
- Programmation :

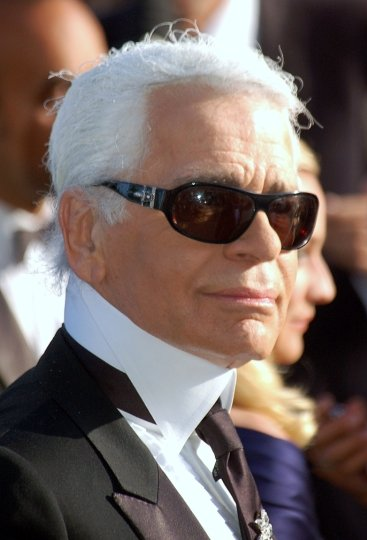
Karl Lagerfeld collabore avec Rockstar Games en animant la station K109 The Studio.

  - Peter Brown - Burning Love Breakdown
  - Tamiko Jones - Can't Live Without Your Love
  - Gino Soccio - Dancer
  - Suzy Q - Get On Up And Do It Again
  - Electrik Funk - On A Journey
  - Don Ray (en) - Standing In The Rain
  - Cerrone - Supernature
  - Rainbow Brown - Till You Surrender
  - Harry Thumann (en) - Under Water
  - Skatt Brothers (en) - Walk The Night
  - Change - A Lover's Holiday *
  - Rufus & Chaka Khan - Any Love *
  - Fatback Band - (Are You Ready) Do the Bus Stop *
  - A Taste of Honey - Boogie Oogie Oogie *
  - The Trammps - Disco Inferno *
  - Creme D'Cocoa (en) - Doin' the Dog *
  - Chic - Everybody Dance *
  - Sister Sledge - He's the Greatest Dancer *
  - Sylvester - I Need You *
  - Patrick Cowley - Menergy *
  - Stephanie Mills - Put Your Body in It *
  - Dan Hartman - Relight My Fire *
  - Peaches & Herb - Shake Your Groove Thing *
  - Rose Royce - Still in Love *
  - Machine - There But For the Grace of God Go I *
  - Candi Staton - Young Hearts Run Free *

* : Titres ajoutés dans l'extension The Ballad of Gay Tony

### Liberty City Hardcore
Liberty City Hardcore est une station de radio punk rock, animée par Jimmy Gestapo, chanteur du groupe de hardcore new-yorkais Murphy's Law.
- DJ : Jimmy Gestapo
- Genre : Punk hardcore[4]
- Programmation :
  - Murphy's Law - A Day in the Life
  - Maximum Penalty - All Your Boyz
  - Underdog - Back to Back
  - Leeway - Enforcer
  - Sick of it All - Injustice System
  - Cro-Mags - It's The Limit
  - Sheer Terror - Just Can't Hate Enough
  - Bad Brains - Right Brigade
  - Killing Time - Tell Tale
  - Agnostic Front - Victim in Pain

### Liberty Rock Radio 97.8

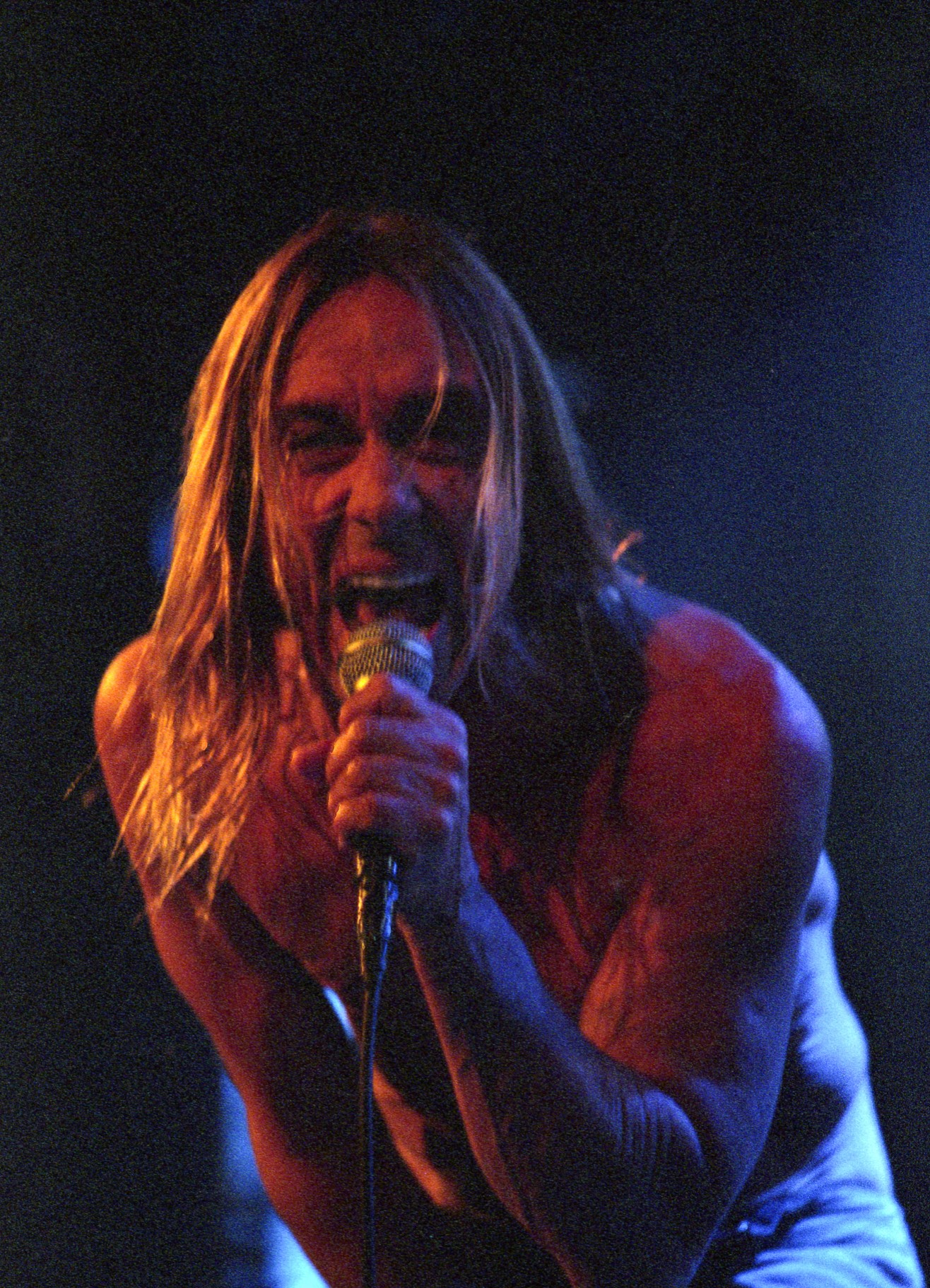
Le musicien et acteur Iggy Pop anime la station Liberty Rock Radio 97.8

Liberty Rock Radio 97.8 est une station de rock classique animée par Iggy Pop, chanteur des Stooges, dont le titre I Wanna Be Your Dog figure parmi les titres de la station.
- DJ : Iggy Pop[9]
- Genre : Classic rock[4]
- Programmation :
  - The Smashing Pumpkins - 1979
  - Steve Marriott's Scrubbers / Humble Pie - Cocaine
  - Godley & Creme - Cry
  - The Sisters of Mercy - Dominion/Mother Russia
  - Stevie Nicks - Edge of Seventeen
  - Electric Light Orchestra - Evil Woman
  - David Bowie - Fascination
  - Q Lazzarus - Goodbye Horses
  - Black Sabbath - Heaven and Hell
  - Bob Seger & The Silver Bullet Band - Her Strut
  - The Stooges - I Wanna Be Your Dog
  - Thin Lizzy - Jailbreak
  - Genesis - Mama
  - Hello - New York Groove
  - Queen - One Vision
  - The Black Crowes - Remedy
  - Joe Walsh - Rocky Mountain Way
  - The Who - The Seeker
  - Elton John - Street Kids
  - Heart - Straight On
  - ZZ Top - Thug
  - R.E.M. - Turn You Inside Out
  - Nazareth - Hair of the Dog †
  - Styx - Renegade †
  - Rod Stewart - Every Picture Tells a Story †
  - Lynyrd Skynyrd - Saturday Night Special †
  - The James Gang - Funk #49 †
  - The Edgar Winter Group - Free Ride †
  - Aerosmith - Lord of the Thighs †
  - Deep Purple - Highway Star †
  - AC/DC - Touch Too Much †
  - Foghat - Drivin' Wheel †
  - The Doors - Five to One †
  - Alice Cooper - Go to Hell †
  - Jefferson Starship - Jane †
  - Iron Maiden - Run to the Hills †
  - Mötley Crüe - Wild Side †
  - Saxon - Wheels of Steel †
  - The Doobie Brothers - China Grove †
  - Bon Jovi - Wanted Dead or Alive †

† : titres n'apparaissant que dans l'extension The Lost and Damned

### Massive B Soundsystem 96.9
- DJ : Bobby Konders
- Genre : Dancehall, reggae[4]
- Programmation :
  - Burro Banton - Badder Den Dem
  - Choppa Chop - Set It Off
  - Mavado - Real Mckoy
  - Jabba - Raise It Up
  - Bunji Garlin - Brrrt
  - Richie Spice - Youth Dem Cold
  - Chuck Fenda - All About Da Weed
  - Chezidek - Call Pon Dem
  - Mavado - Last Night
  - Spragga Benz - Da Order
  - Bounty Killer - Bullet Proof Skin
  - Shaggy - Church Heathen
  - Munga - No Fraid A
  - Buju Banton - Driver A

### Radio Broker
Radio Broker est une station de rock alternatif et indépendant animée par l'actrice et chanteuse Juliette Lewis, membre du groupe Juliette and the Licks, dont la version remixée du titre Inside the Cage figure parmi les titres de la station.
- DJ : Juliette Lewis

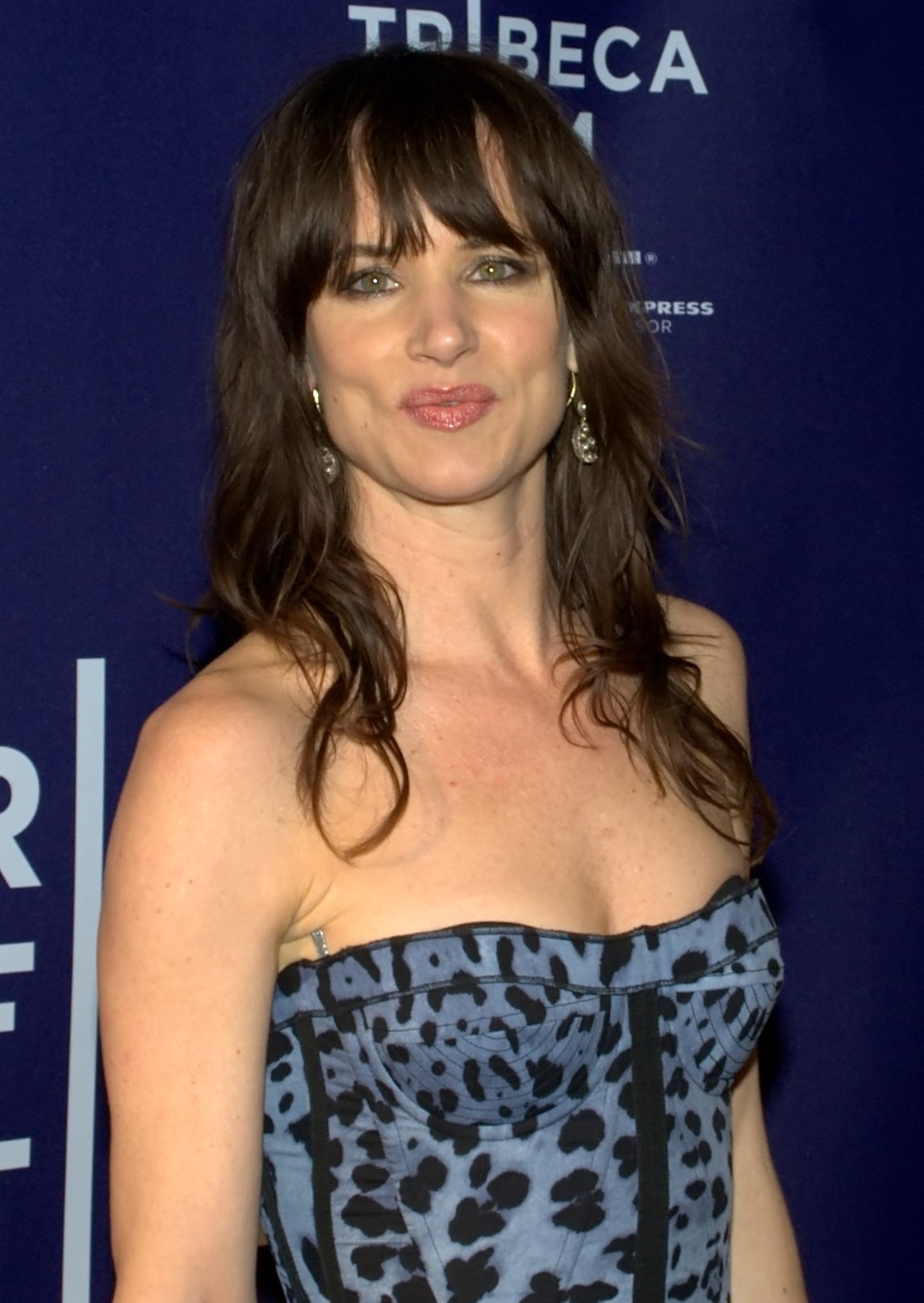
L'actrice et chanteuse Juliette Lewis anime la station Radio Broker.

- Genre : Rock alternatif, rock indépendant[4]
- Programmation :
  - The Boggs - Arm in Arm (Shy Child Mix)
  - Cheeseburger - Cocaine
  - Get Shakes - Disneyland, Pt 1
  - LCD Soundsystem - Get Innocuous!
  - The Prairie Cartel - Homicide
  - Juliette and the Licks - Inside the Cage (David Gilmour Girls remix)
  - Unkle feat. The Duke Spirit - Mayday
  - The Rapture - No Sex For Ben
  - Tom Vek - One Horse Race
  - Teenager - Pony
  - Les Savy Fav - Raging in the Plague Age
  - White Light Parade - Riot in the City
  - Deluka - Sleep is Impossible
  - The Black Keys - Strange Times
  - The Pistolas - Take it With a Kiss
  - Ralph Myerz - The Teacher
  - Greenskeepers - Vagabond
  - Whitey - Wrap it Up
  - !!! - Yadnus (Still Going to the Roadhouse mix)
  - Blonde Acid Cult – Shake It Loose †
  - Kill Memory Crash – Hell on Wheels †
  - Magic Dirt – Get Ready to Die †
  - Brazilian Girls – Nouveau Americain †
  - Freeland – Borderline †
  - Kreeps – The Hunger (Blood in My Mouth) †
  - Japanther – Radical Businessman †
  - Foxylane – Command †
  - Monotonix – Body Language †
  - Game Rebellion – Dance Girl (GTA Mix) †
  - The Yelling – Blood on the Steps †
  - The Jane Shermans – I Walk Alone †

† Uniquement dans Episodes from Liberty City.

### San Juan Sounds
- DJ : Daddy Yankee
- Genre : Latin, reggaeton[4]
- Programmation :
  - Calle 13 – Atrévete-te-te
  - Daddy Yankee – Impacto (Explicit)
  - Hector El Father – Maldades
  - Voltio feat. Jowell & Randy – Pónmela
  - Don Omar – Salió El Sol
  - Wisin y Yandel – Sexy Movimiento
  - Tito El Bambino feat. Jowell, Randy, & De La Ghetto – Siente El Boom (Remix)
  - Angel y Khriz – Ven Bailalo (Original)
  - Ivy Queen - Dime(Bachata Remix) †
  - Aventura - El Desprecio †
  - Fulanito - Guallando †
  - Tego Calderón feat. Oscar D'León - Llora, Llora †
  - Wisin y Yandel feat. DJ Nesty - Me Estás Tentando †
  - Angel & Khriz feat. Gocho & John Eric - Na De Na †
  - Elvis Crespo - Suavemente †
  - Don Omar - Virtual Diva †

† : Musiques de The Lost and Damned

### Tuff Gong Radio
- DJ : Carl Bradshaw
- Genre : Reggae, dub[4]
- Programmation :

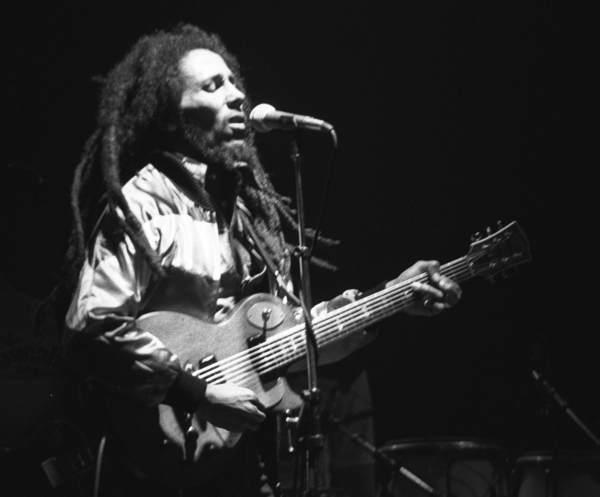
Bob Marley a une radio qui lui est entièrement consacrée.

  - Bob Marley and The Wailers - Concrete Jungle (The Unreleased Original Jamaican Version)
  - Bob Marley and The Wailers - Pimper's Paradise
  - Bob Marley and The Wailers - Rat Race
  - Bob Marley and The Wailers - So Much Trouble In The World
  - Bob Marley and The Wailers - Rebel Music
  - Bob Marley and The Wailers - Wake Up & Live (Parts 1 and 2)
  - Bob Marley and The Wailers avec Damian Marley - Stand Up Jamrock
  - Bob Marley and The Wailers - Satisfy my soul
  - Stephen Marley - Chase Dem

### The Vibe 98.8
- DJ : Vaughn Harper
- Genre : Soul, R&B[4]
- Programmation :
  - Ne-Yo - Because of You
  - R. Kelly - Bump N' Grind
  - Mtume - C.O.D. (I'll Deliver)
  - Alexander O'Neal - Criticize
  - Ramp - Daylight
  - Isley Brothers - Footsteps in the Dark
  - Jodeci - Freek'n You
  - Lloyd - Get It Shawty
  - Jill Scott - Golden
  - Loose Ends - Hangin' On A String
  - Freddie Jackson - Have You Ever Loved Somebody
  - Dru Hill - In My Bed (So So Def remix)
  - Marvin Gaye - Inner City Blues (Make Me Wanna Holler)
  - Minnie Riperton - Inside My Love
  - Barry White - It's Only Love Doing It's Thing
  - C.J. - I Want You
  - S.O.S. Band - Just Be Good To Me
  - Ginuwine - Pony
  - Raheem DeVaughn - You

### Vladivostok FM
Vladivostok FM est une station de radio animée par la chanteuse ukrainienne Ruslana, dont le titre Wild Dances figure parmi les titres de la station. Cette dernière est consacrée à la musique d'Europe de l'Est et tire son nom de la ville russe de Vladivostok.
- DJ : Ruslana

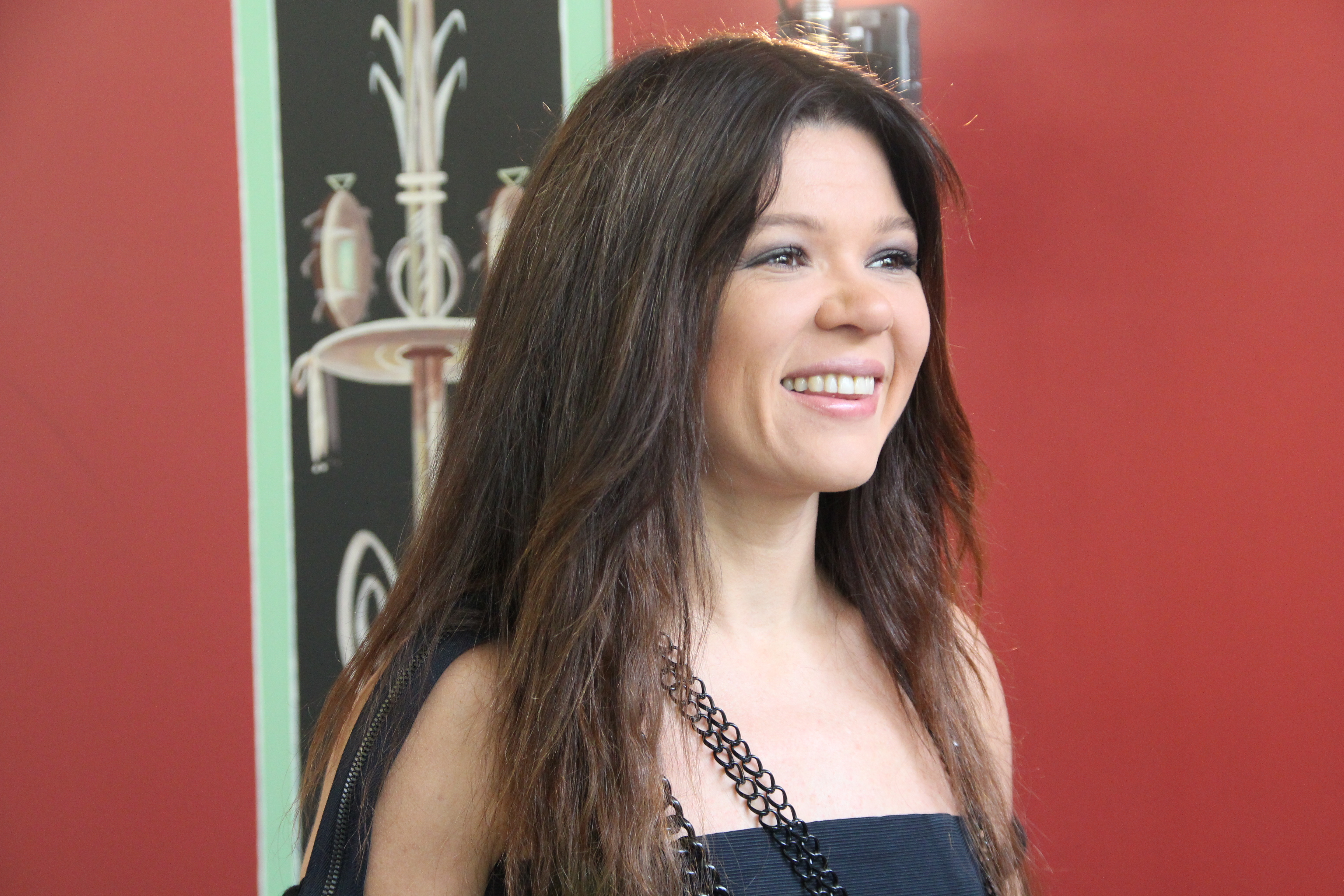
Ruslana anime la station Vladivostok FM et interprète le titre Wild Dances, présent sur cette même station.

- Genre : Musique russe et est-européenne (pop, rock, dance, hip-hop)[4]
- Programmation :
  - Ruslana - Wild Dances
  - Basta - Мама
  - Marakesh - Zhdat
  - Glukoza - Schweine
  - Ranetki Girls - O Tebe
  - Kino - Gruppa krovi
  - Seryoga - Mon Ami
  - Zvery - Kvartira
  - Seryoga - King Ring
  - Seryoga - Liberty City: The Invasion
  - Splin - Liniya zhizni
  - Leningrad - Nikogo ne zhalko
  - Dolphin - RAP
  - Oleg Kvasha - Zelenoglazoe Taksi

## Stations de discussion

### Public Liberty Radio
Station de radio de type talk-show, accueillant plusieurs intervenants téléphoniques, dont l'animateur Lazlow.

### WKTT Radio (We Know The Truth Radio)
Cette station de radio est située dans le quartier de Dukes, à Liberty City. Un numéro réel sur le site officiel du jeu a permis aux fans d’appeler et d’entendre certaines de leurs voix dans le jeu.

### Integrity 2.0
Troisième station de talk-show, elle est animée par Lazlow.

## Musiques des trailers
- Trailer 1 : Philip Glass - Pruit Igoe
- Trailer 2 : The Boggs - Arm In Arm (Shy Child Mix)
- Trailer 3 : Seryoga - King Ring
- Trailer 4 : Mavado - Real McKoy
- Trailer Xbox 360 : LCD Soundsystem - Get Innocuous!
- Trailer PS3 : Greenskeepers - Vagabond
- Trailer PC : Godley & Creme - Cry

## Bande-son deGTA IV
Une compilation intitulée The Music of Grand Theft Auto IV sort le 29 avril 2008.
- Michael Hunter - Soviet Connection (thème principal et générique)
- Mobb Deep - Dirty New Yorker
- The Rapture - No Sex For Ben
- Munga - No Fraid A
- Busta Rhymes - Where's My Money
- C.J. - I Want You
- Joe Walsh - Rocky Mountain Way
- Bob Marley & The Wailers and Damian Marley - Stand Up Jamrock
- Seryoga - Liberty City: The Invasion
- Greenskeepers - Vagabond
- Electrik Funk - On A Journey
- Qadir - Nickname
- David Axelrod - Holy Thursday
- Nas - War Is Necessary
- Fela Kuti - Zombie
- Global Communication - 5:23 (Maiden Voyage)

## Ambiance sonore deGTA IV
Philip Glass, compositeur de la musique utilisée dans le trailer, a été fortement impliqué dans la production musicale de GTA IV. La bande-son a été décrite comme « moderne et parfaitement adaptée à l'ambiance ». Le thème Pruit-Igoe du film Koyaanisqatsi a été utilisé pour le trailer.
Différents médias ont rendu compte de la qualité sonore de GTA IV. On décrit notamment le réalisme de l'atmosphère urbaine de Liberty City en saluant, entre autres, le rendu du vrombissement de la circulation, mais également celui des échos de la ville, des détonations des coups de feu lors des fusillades ou plus simplement le son du bruit des pas des passants qui diffère en fonction la surface sur laquelle ils marchent.
Sorti en exclusivité temporaire d'un an sur Xbox 360, le titre Grand Theft Auto: Episodes From Liberty City, compilant les épisodes The Lost and Damned et The Ballad of Gay Tony, voit sa bande-son remise à jour avec de nouvelles radios et de nouveaux titres dans les radios déjà existantes. L'intégralité de la liste des morceaux est consultable sur le site officiel ainsi que sur de nombreux sites musicaux.